# رامون انکیناس
رامون انکیناس (اسپانیایی: Ramón Encinas‎؛ ۱۹ مهٔ ۱۸۹۳ – ۲۱ مارس ۱۹۶۷) که بیشتر با نام مونچو انکیناس شناخته می‌شود.  یک بازیکن و مربی فوتبال اهل اسپانیا بود.
از باشگاه‌هایی که در آن بازی کرده می‌توان به سلتاویگو، بارسلونا و اسپانیول و از باشگاه‌هایی که در آن مربی‌گری کرده‌است می‌توان به سلتاویگو، دپورتیوو آلاوز، سویا، والنسیا و رئال مادرید اشاره کرد.

## زندگی‌نامه
رامون انکیناس دیوس در ۱۹ مه ۱۸۹۳ در پونتودرا متولد شد. او پسر ویکتوریانو انکیناس ئی ریس و ایزابل دیوس است. او از دوران کودکی در فضایی پر از اشتیاق به فوتبال زندگی می‌کرد که در آن سال‌ها از انگلستان به گالیسیا و به‌طور کلی اسپانیا گسترش یافت. به دنبال برادر بزرگترش، ویکتوریانو انکیناس دیوس، که در سال ۱۹۰۵ بازیکن باشگاه فوتبال پونتودرا بود، در سال ۱۹۰۷، در سن ۱۴ سالگی، بخشی از آن تیم شد. در روایات خانوادگی گفته می‌شود که او در نوجوانی با یکی از کشتی‌های بخار زیادی که گالیسیا را به مقصد اروگوئه و آرژانتین ترک می‌کردند، به مونته ویدئو رفت. او در چنان شرایط نامطمئنی به دنبال ثروتش با توپ بود که حتی روی نیمکت‌های پارک پایتخت اروگوئه هم می‌خوابید. استعداد او، پیوستن به تیم‌های مختلف در آن شهر را برای او آسان‌تر کرد و قبل از بازگشت به اسپانیا، تجربیات ارزشمندی کسب کرد. او به کشور خود بازگشت و برای تیم‌های کلوسوین د ویگو و ایرینیا د پونتودرا بازی کرد.
در سال ۱۹۱۸ مونچو انکیناس به رئال ویگو پیوست تا ماجراجویی خود را خارج از زادگاه خود ادامه دهد‌. او در زمانی که بازیکن رئال ویگو بود، برای بازی در المپیک که در سال ۱۹۲۰ در آنتورپ برگزار می‌شد، انتخاب شد. با این حال او نتوانست در آن بازی‌ها شرکت کند در اسپانیا ماند.
در سال ۱۹۲۲ رامون انکیناس به عضویت باشگاه بارسلونا در آمد، هرچند که همواره جزو بازیکنان تیم ذخیره بود و هیچگاه در مسابقات رسمی برای بارسلونا به میدان نرفت. انکیناس یک فصل نیز در باشگاه اسپانیول عضویت داشت.

### آغاز مربی‌گری فوتبال
انکیناس نتوانست به موفقیت‌هایی که به عنوان بازیکن می‌خواست دست یابد و در سال ۱۹۲۲ تصمیم گرفت شانس خود را به عنوان مربی امتحان کند. از سال ۱۹۲۲ تا ۱۹۲۵ او اولین بازی خود را در این بخش جدید انجام داد و مربی سه تیم کاتالانی بود: تارگا اف سی، کلاب دپورتیوو رویس و پالافروگل. این در حالی بود که انکیناس به طور همزمان در باشگاه‌های بارسلونا و اسپانیول به عنوان بازیکن عضویت داشت.
از سال ۱۹۲۵ تا ۱۹۲۸ به استخدام باشگاه فوتبال سویا درآمد، تیمی که با آن روابط نزدیکی برقرار کرد.
او از سال ۱۹۲۸ تا ۱۹۳۱ به گالیسیا بازگشت و مربی سلتا د ویگو بود. در سال ۱۹۳۰، خوزه ماریا ماتئوس، مربی تیم ملی، او را به عنوان دستیار فنی خود فراخواند. او در این سمت توسط مربی بعدی، آمادئو گارسیا د سالازار تأیید شد، که هر دو هدایت تیمی را بر عهده داشتند که از نظر بسیاری به عنوان بهترین تیم ملی اسپانیا در تمام دوران شناخته می‌شود. تیمی متشکل از اسطوره‌هایی مانند لوئیس رگوئیرو، ایسیدرو لانگارا. ریکاردو زامورا، ادواردو گونزالس والینو، رامون زابالو، خاسینتو کوینکوکس، مارتی ونتولرا، لئوناردو سیلاورن، گیرمو گوروستیزا، مارتین مارکولتا و دیگران. با این تیم در جام جهانی ۱۹۳۴ شرکت کرد.
در فصل ۱۹۳۳–۱۹۳۴ لیگ اسپانیا، او دوباره خود را به عنوان مربی سویا انتخاب شد، تیمی که توانست به طرز درخشانی به لالیگا صعود کند. در فصل ۳۴–۳۵ او سویا را به مقام پنجم کشور رساند و به طرز چشمگیری قهرمان جام حذفی اسپانیا شد و در این راه تیم‌های سابادل، رئال مادرید، اتلتیکو اوساسونا و اتلتیکو مادرید را پشت سر گذاشت.

### جنگ داخلی
هنگامی که جنگ داخلی غم‌انگیز در سال ۱۹۳۶ آغاز شد، که تمام فعالیت‌های ورزشی در شبه جزیره را متوقف کرد. با خروج و تبعید بسیاری از بازیکنان درخشانی که تیم اسپانیا را تشکیل می‌دادند، فوتبال اسپانیا را از بین رفت و انکیناس در پونتودرا بازنشسته شد. در آنجا او منتظر پایان جنگ ماند تا بعداً دوباره به فوتبال حرفه ای بپیوندد.

### پس از جنگ
رامون انکیناس در فصل ۴۰–۱۹۳۹ هدایت باشگاه فوتبال والنسیا را برعهده گرفت. در سال ۱۹۴۱ او موفق شد با غلبه بر اسپانیول، تیم والنسیا را به اولین عنوان ملی خود با قهرمانی در جام حذفی اسپانیا برساند. در فصل ۴۲–۱۹۴۱ او با والنسیا قهرمان لیگ شد، با رکورد گلزنی چشمگیر، ۴۰ امتیاز در ۲۶ بازی، بیشترین گل با ۸۵ گل زده و اختلاف هفت امتیاز نسبت به نزدیک‌ترین دنبال‌کننده خود، رئال مادرید. 
در نیمه دوم سال ۱۹۴۲، او به باشگاه فوتبال رئال مادرید رفت، تیمی که در فصول ۱۹۴۳–۴۴ و ۱۹۴۴–۴۵ در آن باقی ماند. در سال ۱۹۴۳، رئال مادرید تحت هدایت انکیناس موفق شد بارسلونا را با نتیجه ۱۱-۱ شکست دهد و در نهایت نیز نایب قهرمان جام حذفی شد.
در سال ۱۹۴۵ مونچو انکیناس به سویا بازگشت، تیمی که تا پایان دوران ورزشی خود در آن باقی ماند. در فصل ۴۶–۱۹۴۵ او تیم اندلسی را به عنوان قهرمانی لیگ هدایت کرد. این تنها قهرمانی سویا در لا لیگا بود.
در سال ۱۹۴۶ به انگلستان رفت تا مدرن‌ترین تکنیک‌ها و تاکتیک‌هایی را که در مهد فوتبال به کار می‌رفت، بیاموزد.
در سال ۱۹۴۸، او با همکاری پاتریسیو کایسدو، سویا را برای قهرمانی مجدد در جام حذفی اسپانیا هدایت کرد. از سال ۱۹۴۸ تا ۱۹۵۸، سالی که تصمیم به بازنشستگی گرفت، سمت مدیر فنی تیم اندلسی را برعهده داشت.

### مرگ
او بقیه عمر خود را در پونتودرا همراه با برادران و برادرزاده‌هایش سپری کرد و تنها یک بیماری بی‌رحمانه او را مجبور می‌کند که به مادرید نقل مکان کند و در ۲۱ مارس ۱۹۶۷ در همان روزی که پدرش ویکتوریانو انکیناس ئی ریس ۱۱۰ سال پیش از آن متولد شده بود به طرز عجیبی در آستانه ۷۴ سالگی درگذشت.
جسد او توسط برادرزاده‌اش، رامون انکیناس دیگز، پسر برادرش ویکتوریانو و فرماندار مدنی آن استان، به پونتودرا منتقل می‌شود. امروزه قبر مونچو انکیناس در شهر گالیسیا که در آن به دنیا آمده‌است، قرار دارد.

## افتخارات

### سویا
- لا لیگا: ۱۹۴۵–۱۹۴۶
- کوپا دل ژنرالیسیمو: ۱۹۳۴–۱۹۳۵
- سگوندا دیویسیون: ۱۹۳۳–۱۹۳۴

### والنسیا
- لا لیگا: ۱۹۴۱–۱۹۴۲
- کوپا دل ژنرالیسیمو: ۱۹۴۰–۱۹۴۱